# Ducato di Borgogna
Il Ducato di Borgogna fu un dominio più o meno indipendente dell'Europa occidentale, posto a cavallo del confine tra il Regno di Francia e il Sacro Romano Impero, esistito tra l'886 e il 1482.

## Storia

### Bosonidi
Alta Borgogna o Borgogna Transgiurana
     Bassa Borgogna o Borgogna Cisgiurana
     Ducato di Borgogna di Riccardo il Giustiziere

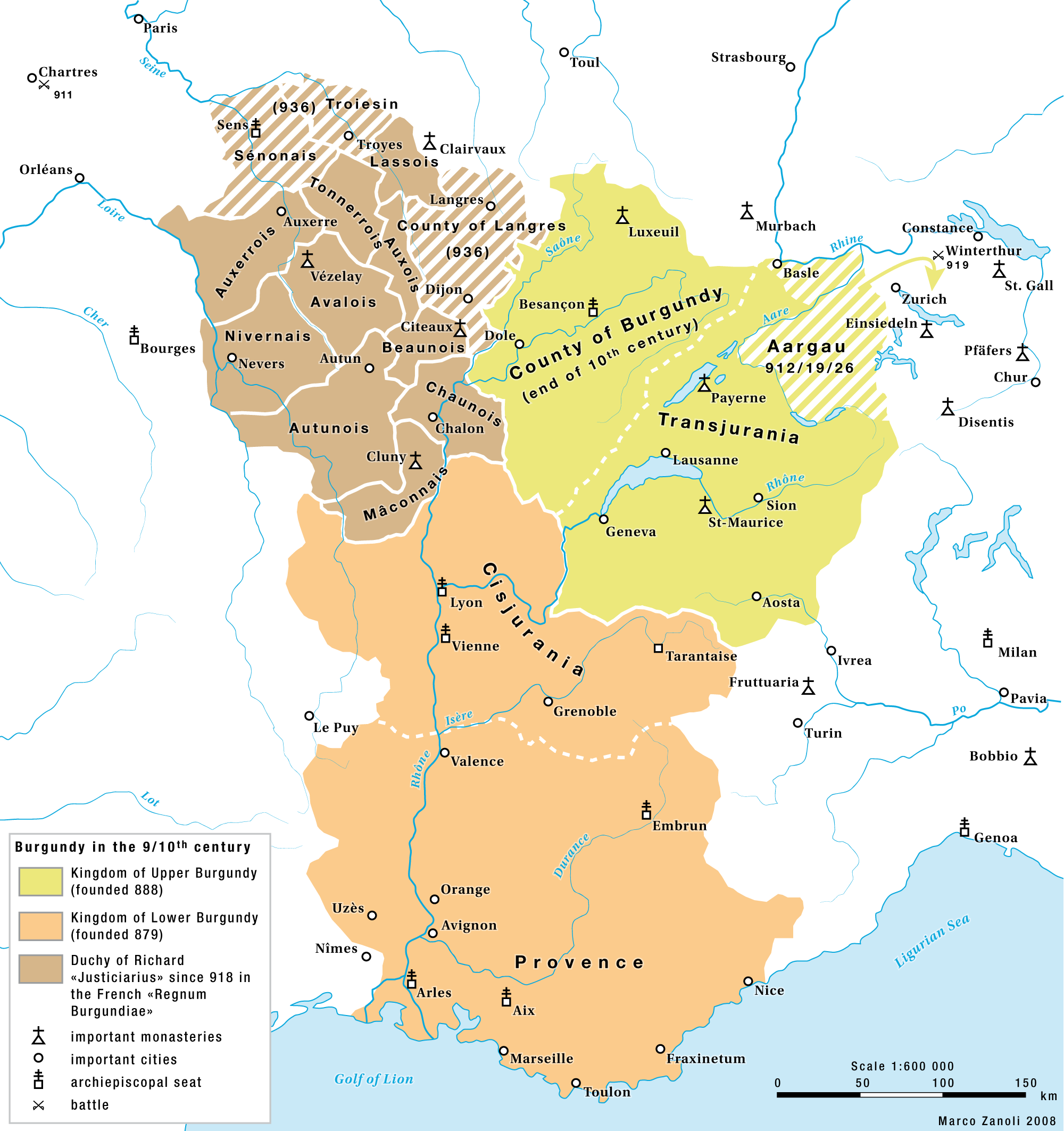
Le tre parti in cui si suddivise l'antico Regno di Borgogna verso il 900 d.C.:
----
Alta Borgogna o Borgogna Transgiurana
Bassa Borgogna o Borgogna Cisgiurana
Ducato di Borgogna di Riccardo il Giustiziere

In trentaquattro anni, dall'806 all'839, scrive Maurice Chaume, “la Borgogna subì fino a sei diverse divisioni”. Le contee sono attribuite ai discendenti di Carlo Magno. Il giorno dopo la morte di Luigi il Pio, il 24 luglio 840 a Strasburgo, Lotario dichiarò che tutte le terre dell'impero erano soggette al suo potere, quindi anche il fratello ed il fratellastro erano suoi vassalli e pertanto confermava l'Aquitania al nipote, Pipino II. Non accettando i fratelli l'imposizione, Lotario si mosse per primo ed avanzò nella valle della Loira. I nobili di Borgogna si divisero: Ermenaud III di Auxerre, Arnoul di Sens e Audri di Autun si schierarono per Lotario, Guerino di Provenza e Auberto di Avallon per Carlo. Mentre il conte di Parigi, Girart de Roussillon si schierò con l'imperatore, suo cognato. Nel marzo dell'841 le truppe burgunde guidate da Guerino si unirono alle truppe di Carlo il Calvo ed in maggio si unirono alle truppe di Ludovico a Chalons-sur-Marne. Pipino invece si unì a Lotario, in giugno, ad Auxerre.
La battaglia ebbe luogo a Fontenoy-en-Puisaye nell'841. L'intervento del conte Guerino, uomo forte della Borgogna meridionale (certi atti lo qualificano come duca di Borgogna), a capo di contingenti di Tolosa, Provenza e Borgogna, a favore di Carlo il Calvo e Luigi II di Germania, sbaragliò gli eserciti di Lotario. Lotario si rassegnò e fece la pace con i suoi fratelli che portarono alla firma nell'843 del Trattato di Verdun.
Le terre dell'antico Regno dei Burgundi, dopo l'annessione al Regno dei Franchi e l'estinzione dei Carolingi, a partire dal IX secolo si frammentarono in varie porzioni, come la Borgogna Cisgiurana, la Borgogna Transgiurana e appunto il Ducato di Borgogna, che fu assegnato a Riccardo il Giustiziere della dinastia dei Bosonidi. La porzione rimasta alla Francia, come ducato di Borgogna, fu affidata ai Robertingi.
Il regno delle due Borgogne venne unificato nel 933 e venne chiamato regno di Arles, con Rodolfo I d'Arles già re della Borgogna Transgiurana.
Nel 1039 fu scomposto in regioni più piccole e poi assorbito nel Sacro Romano Impero.

### Primo casato capetingio di Borgogna
Il ducato fu brevemente annesso ai domini diretti dei Re di Francia (dal 1004 al 1036) e poi dato in appannaggio ad una lunga serie di duchi appartenenti a vari rami cadetti della dinastia dei capetingi.
Infatti nel 1032 il ducato di Borgogna, a seguito della rivolta ispirata dalla regina madre, Costanza d'Arles, venne ceduto dal re di Francia, Enrico I al proprio fratello, Roberto I di Borgogna, riacquistando così la propria autonomia dalla corona.

### Secondo casato capetingio di Valois-Borgogna
Nel 1363 il Re di Francia Giovanni il Buono concesse il Ducato in appannaggio al figlio minore Filippo l'Ardito, che si prodigò per espandere, attraverso un'accorta politica matrimoniale, i propri domini che oltre all'intera Borgogna, arrivarono a comprendere anche la quasi totalità delle Fiandre e i principati minori del Lussemburgo e della Franca Contea. A succedergli fu nel 1404 il figlio Giovanni di Borgogna, che mantenne il trono per un quindicennio e fu l'artefice (a seguito di una bega finanziaria intercorsa tra lui e il cugino Carlo VI di Francia) dell'alleanza tra la Borgogna e il regno d'Inghilterra nella guerra dei cento anni, proseguita dal figlio Filippo III di Borgogna nel 1419, dopo l'assassinio del padre dalla scorta del re francese. Al termine il duca di Borgogna rimase vassallo del monarca francese Carlo VII ma diventò ufficialmente indipendente da questo. Il trattato di Arras del 1435 pose finalmente termine alla guerra civile tra armagnacchi e borgognoni.
Filippo, dopo l'iniziale ostilità, rinsaldò il legame tra la Borgogna e la Monarchia francese e aiutò Carlo VII a sconfiggere definitivamente gli inglesi e a ricacciarli oltre la Manica. Finita la guerra con l'Inghilterra Filippo dovette battersi duramente per mantenere l'indipendenza del Ducato, tentando sempre di appianare le divergenze e non cadere nei pretesti che man mano Carlo VII ordiva per creare un "casus belli", mentre dall'altra parte dovette vedersela con i vari Imperatori di Germania che gli contestavano i possessi di vari ducati tedeschi.
A Filippo successe nel 1467 il figlio Carlo I di Borgogna detto il Temerario che, a differenza del padre, condusse una politica aggressiva, mirando alla formazione di un vero e proprio Stato Borgognone, e guerreggiando contro chiunque contestasse i suoi diritti sulle sue terre. Nel 1476 Carlo venne però sconfitto dagli Svizzeri nella battaglia di Grandson e da lì fu un seguito di disfatte militari che nel 1477 lo videro cadere alla testa delle sue truppe nella battaglia di Nancy, contro Renato di Lorena.

### Gli Asburgo
Nel 1477, perciò, il territorio del Ducato di Borgogna propriamente detto fu annesso nuovamente ai domini reali diretti dei re di Francia, secondo la legge salica che escludeva le eredi femminili. Però nello stesso anno Maria di Borgogna, l'unica figlia ed erede di Carlo, sposò l'Arciduca Massimiliano d'Asburgo, consegnando al controllo asburgico la parte rimanente dell'eredità della Borgogna, che poteva essere trasmessa in linea femminile. 
Subito Maria si vide impegnata in una guerra contro Luigi XI, che intendeva annettere il Ducato alla Francia suggellando così la riunificazione del Regno. La guerra si protrasse per cinque anni e solo nel 1482 si giunse al secondo trattato di Arras, che divideva il Ducato assegnando al re di Francia la Borgogna, mentre Massimiliano, il marito di Maria, che intanto era morta quell'anno, si vide assegnare le Fiandre, tutti i Paesi Bassi, il Lussemburgo e la Franca Contea, che governò in vece di suo figlio Filippo il Bello, divenuto re di Castiglia. Gli Asburgo rivendicarono comunque il titolo di Duca di Borgogna fino al tardo XVIII secolo.